# 戸田忠寛
戸田 忠寛（とだ ただとお）は、江戸時代中期から後期にかけての大名。田原戸田家9代当主。肥前国島原藩2代藩主、下野国宇都宮藩主。宇都宮藩戸田家7代。大坂城代、京都所司代といった要職を歴任した。

## 生涯
戸田家5代の戸田忠余の四男として生まれる。兄・忠盈の男子が夭逝していたため、宝暦4年（1754年）5月に嗣子となった。同年7月、襲封して従五位下・因幡守に叙せられた。翌宝暦6年（1756年）、はじめて城地に帰る。
明和7年（1770年）、奏者番となる。安永3年（1774年）、領地を下野宇都宮に転じられて、宇都宮城を居城とする。幕府より5000両を借りて城を造営し、同5年（1776年）、寺社奉行を兼ねて、天明2年（1782年）9月、大坂城代となる。
同年、旧領改め、河内国、播磨国に所領を移封され、同4年（1784年）5月、京都所司代に補任し侍従に任官する。同年9月、所領を河内国、摂津国に移され、同7年（1787年）6月7日（7月21日）、京都御所にて御所千度参りが起こった。同年12月、所司代を辞して旧領宇都宮に転封となる。この年、京都伏見での市人争訟の計らいが不十分であったとされ、出仕が停められた。
間もなく免ぜられ、寛政10年（1798年）6月21日に致仕・隠居した。同13年（1801年）正月晦日に死去、享年63。

## 系譜
父母
- 戸田忠余（実父）
- 芳春院 - 側室（実母）
- 戸田忠盈（養父）

正室
- 連子 - 本多正珍の娘

子女
- 戸田忠翰（長男） 生母は連子
- 田中忠舜（次男）
- 永井尚佐正室

養女
- 利尾 - 戸田忠喬正室、戸田忠盈の娘
- 堀直方正室、木下俊胤の娘